# Welfenkreuz
La Welfenkreuz (letteralmente Croce dei Guelfi) è una croce reliquiario in legno rivestito d'oro, argento e altri materiali (33,1x12,5 cm) risalente all'XI secolo, conservata nel Kunstgewerbemuseum di Berlino. È uno dei pezzi più rilevanti del tesoro dei Guelfi.

## Storia
La croce superiore, ornata di pietre e filigrana d'oro, contiene al suo interno un enkolpion con una Crocifissione a smalto. Questo oggetto, probabilmente più antico del resto del manufatto, doveva essere in origine una croce pettorale, creata sotto l'influenza bizantina nell'XI secolo. Il resto della croce è databile alla prima metà del XII secolo ed è assegnabile a una manifattura della Sicilia o comunque del Italia del Sud.

## Descrizione e stile
Le dimensioni totali del manufatto sono 33,1x12,5 cm. La croce superiore è in legno rivestita in lamina d'oro, decorata a filigrana d'oro, niello, pietre varie e perle. All'estremità inferiore si trova un cristallo di rocca a protezione di un frammento della Vera Croce. Il piedistallo è in argento fuso, parzialmente dorato e riccamente lavorato.
L'enkolpion mostra il Cristo crocifisso, i ritratti a busto di Maria, l'evangelista Giovanni e sopra, probabilmente, quello dell'Arcangelo Michele. Le iscrizioni a niello sul retro "S (ANCTI) PETRI AP (OSTO) LI, S (ANCTI) MA (R) CI EVA (N) G (E) LI (STAE), S (ANCTI) IOHA (N) NIS BA (P) T Secondo (ISTAE), S (ANCTI) SEBASTIANI" indicano che la croce contiene non solo la reliquia della Santa Croce, ma anche le reliquie dei Santi Pietro, Marco, Giovanni Battista e Sebastiano.
La base della croce, in fusione d'argento, mostra dei geni della morte raffigurati con le fiaccole abbassate, che possono essere interpretati come un simbolo di trionfo. In queste figure si trovano antiche idee pittoriche, molto vicine a quelle che si vedono sulla Reliquiengrab sempre dal tesoro dei Guelfi. La palmetta sul retro del braccio verticale inferiore riprende lo stesso motivo sul capitello della colonna del piedistallo. La Welfenkreuz ha una struttura simile, ma meno eccezionale in termini di qualità artistica, alla Crux veliterna nel tesoro della cattedrale di Velletri.